# Ergatomorphe
Ergatomorphe  bezeichnet eine weibliche Ameise, die sich morphologisch nicht von Arbeiterinnen unterscheidet. Allerdings besitzen ergatomorphe Weibchen stärker ausgeprägte Eierstöcke (Ovarien) und einen Samensack (Receptaculum seminis). Somit können sie die Rolle der Königin übernehmen und werden dann als Ergatogynen bezeichnet. Ergatomorphe Weibchen gibt es nicht bei allen Ameisenarten.